# Salimbene de Adam
Salimbene de Adam (Parma, 9 octubre 1221 – San Polo d'Enza 1290) també conegut per Salimbene de Parma, fou un franciscà seguidor de Gioacchino da Fiore. Salimbene és cèlebre per haver escrit una crònica on exposa afers internacionals del segle xiii, incloent-hi descripcions de la vida quotidiana dels monjos i polítics medievals, la qual coneixia de primera mà gràcies als seus nombrosos viatges. La Chronica conté una descripció de l'ascens al Cim del Canigó realitzat pel rei en Pere el Gran (Pere III d'Aragó).
Posteriorment va escriure un tractat on denunciava les calamitats de Frederic II del Sacre Imperi Romanogermànic, que veia anàlogues a les plagues bíbliques.